# Hanne Eriksen
Hanne Eriksen, danska veslačica, * 20. september 1960, København.